# 晩婚化

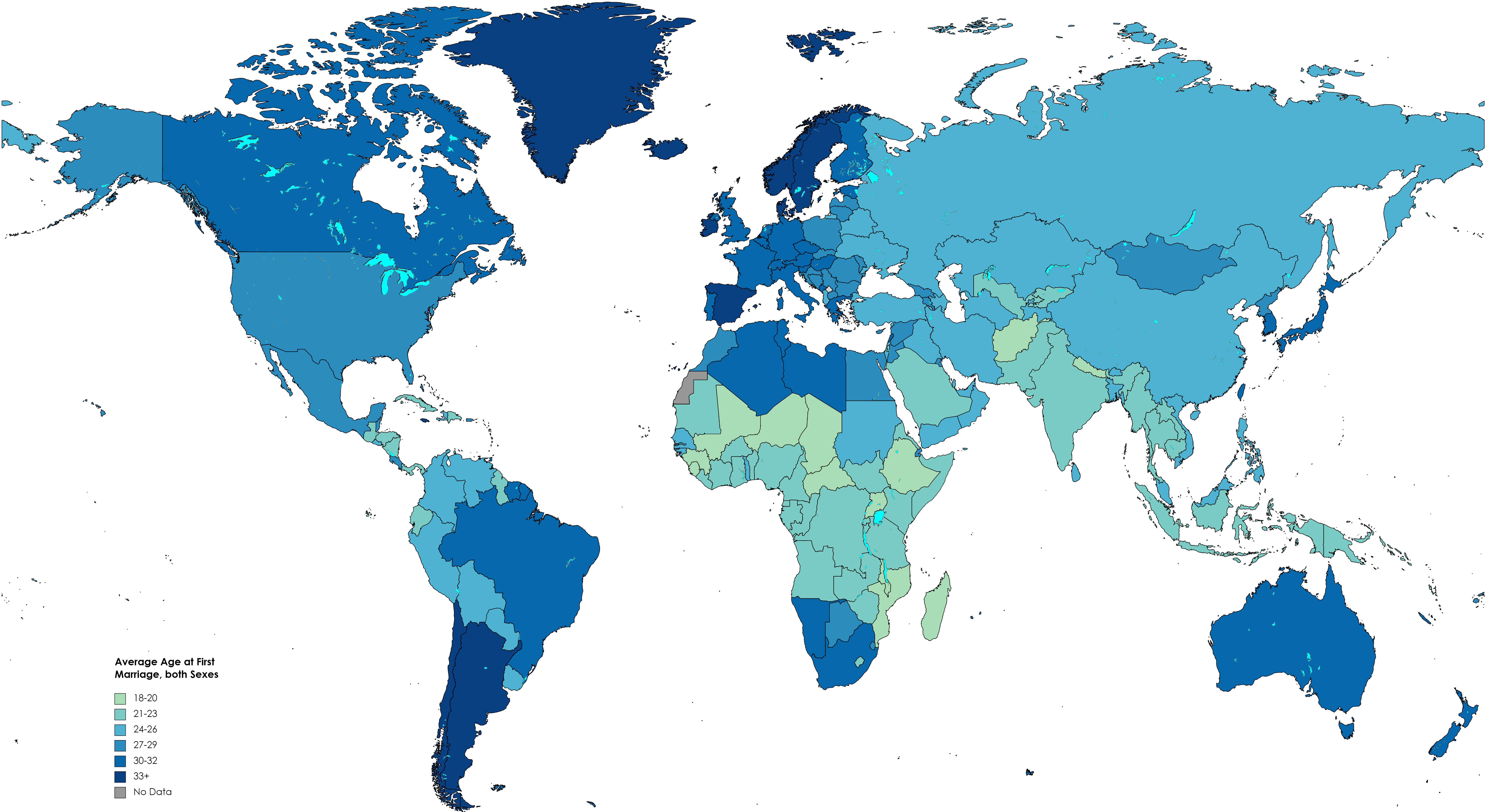
各国における初婚年齢。濃いほど晩婚である。

晩婚化（ばんこんか）とは、結婚および出産のタイミングを遅らせる傾向を指す言葉である。高年齢で結婚をすること、いわゆる「婚期」を過ぎてから結婚することを指して晩婚と言う。生涯において結婚を選択しない未婚化（みこんか）と共に、少子化の主要因として未婚化・晩婚化と呼ばれることが多い。

## 世界的な傾向
| 国                             | 男性 | 女性 | 平均 | 年齢差 | 年齢比 | 年        |
| ------------------------------ | ---- | ---- | ---- | ------ | ------ | --------- |
| アイルランド                   | 36.8 | 34.8 | 35.8 | 2      | 1.06   | 2019      |
| ノルウェー                     | 36.7 | 34.1 | 35.4 | 2.6    | 1.08   | 2020      |
| スウェーデン                   | 36.3 | 33.9 | 35.1 | 2.4    | 1.07   | 2019      |
| 南アフリカ                     | 37.0 | 33.0 | 35   | 4      | 1.12   | 2019      |
| スペイン                       | 35.6 | 33.6 | 34.6 | 2      | 1.06   | 2019      |
| セントルシア                   | 35.1 | 33.7 | 34.4 | 1.4    | 1.04   | 1991      |
| チリ                           | 35.3 | 32.6 | 34   | 2.7    | 1.08   | 2013      |
| ジャマイカ                     | 34.8 | 33.2 | 34   | 1.6    | 1.05   | 2021      |
| デンマーク                     | 35.0 | 32.7 | 33.9 | 2.3    | 1.07   | 2019      |
| アイスランド                   | 34.6 | 32.7 | 33.7 | 1.9    | 1.06   | 2011      |
| ドイツ                         | 34.5 | 32.1 | 33.3 | 2.4    | 1.07   | 2019      |
| フィンランド                   | 34.2 | 32.1 | 33.2 | 2.1    | 1.07   | 2019      |
| ポルトガル                     | 33.9 | 32.4 | 33.2 | 1.5    | 1.05   | 2019      |
| ルクセンブルク                 | 34.3 | 31.8 | 33.1 | 2.5    | 1.08   | 2019      |
| フランス                       | 33.7 | 32.0 | 32.9 | 1.7    | 1.05   | 2013      |
| アルゼンチン                   | 34.1 | 33.2 | 33.7 | 0.9    | 1.03   | 2015      |
| バルバドス                     | 34.3 | 31.8 | 33.1 | 2.5    | 1.08   | 1990      |
| グレナダ                       | 34.4 | 31.0 | 32.7 | 3.4    | 1.11   | 1991      |
| イギリス                       | 33.6 | 31.7 | 32.7 | 1.9    | 1.06   | 2017      |
| イタリア                       | 33.7 | 31.5 | 32.6 | 2.2    | 1.07   | 2018      |
| リヒテンシュタイン             | 33.9 | 31.2 | 32.6 | 2.7    | 1.09   | 2019      |
| アメリカ                       | 35.5 | 28.6 | 32.1 | 6.9    | 1.24   | 2021      |
| メキシコ                       | 33.4 | 30.5 | 32   | 2.9    | 1.1    | 2021      |
| 韓国                           | 33.0 | 31.0 | 32   | 2      | 1.06   | 2022      |
| セントクリストファー・ネイビス | 32.1 | 31.3 | 31.7 | 0.8    | 1.03   | 1980      |
| 台湾                           | 32.6 | 30.4 | 31.5 | 2.2    | 1.07   | 2019      |
| 香港                           | 32.1 | 30.6 | 31.4 | 1.5    | 1.05   | 2022      |
| 日本                           | 32.0 | 30.0 | 31   | 2      | 1.07   | 2020      |
| サンマリノ                     | 33.5 | 30.7 | 32.1 | 2.8    | 1.09   | 2014      |
| オランダ                       | 33.0 | 30.9 | 32   | 2.1    | 1.07   | 2019      |
| オーストリア                   | 33.0 | 30.8 | 31.9 | 2.2    | 1.07   | 2019      |
| モナコ                         | 33.4 | 30.4 | 31.9 | 3      | 1.1    | 2008      |
| スロベニア                     | 32.8 | 30.7 | 31.8 | 2.1    | 1.07   | 2019      |
| ラトビア                       | 32.7 | 30.6 | 31.7 | 2.1    | 1.07   | 2019      |
| ギリシャ                       | 32.9 | 30.1 | 31.5 | 2.8    | 1.09   | 2017      |
| ハンガリー                     | 32.8 | 30.1 | 31.5 | 2.7    | 1.09   | 2019      |
| エストニア                     | 32.3 | 30.4 | 31.4 | 1.9    | 1.06   | 2019      |
| オーストラリア                 | 32.1 | 30.5 | 31.3 | 1.6    | 1.05   | 2021      |
| ブラジル                       | 33.0 | 30.0 | 31.5 | 3      | 1.1    | 2014      |
| スリナム                       | 32.8 | 29.3 | 31.1 | 3.5    | 1.12   | 2012      |
| ベルギー                       | 32.3 | 30.0 | 31.2 | 2.3    | 1.08   | 2015      |
| スイス                         | 32.3 | 30.1 | 31.2 | 2.2    | 1.07   | 2019      |
| チェコ                         | 32.2 | 29.8 | 31   | 2.4    | 1.08   | 2017      |
| レバノン                       | 32.8 | 28.8 | 30.8 | 4      | 1.14   | 2006      |
| キプロス                       | 30.7 | 29.6 | 30.2 | 1.1    | 1.04   | 2019      |
| スロバキア                     | 31.9 | 29.4 | 30.7 | 2.5    | 1.09   | 2019      |
| ブルガリア                     | 32.0 | 29.1 | 30.6 | 2.9    | 1.1    | 2019      |
| クロアチア                     | 31.5 | 28.9 | 30.2 | 2.6    | 1.09   | 2019      |
| トリニダード・トバゴ           | 31.8 | 29.2 | 30.5 | 2.6    | 1.09   | 2011      |
| カナダ                         | 31.0 | 29.6 | 30.3 | 1.4    | 1.05   | 2008      |
| チュニジア                     | 32.6 | 28.7 | 30.7 | 3.9    | 1.14   | 2004      |
| リビア                         | 32.0 | 29.2 | 30.6 | 2.8    | 1.1    | 1995      |
| ナミビア                       | 31.7 | 29.2 | 30.5 | 2.5    | 1.09   | 2006-2007 |
| アルジェリア                   | 32.4 | 28.2 | 30.3 | 4.2    | 1.15   | 2012      |
| ルーマニア                     | 31.6 | 28.3 | 30   | 3.3    | 1.12   | 2019      |
| セルビア                       | 31.4 | 28.6 | 30   | 2.8    | 1.1    | 2019      |

先進国では結婚に対する考え方が「国民皆婚制」という、歴史的にも生物学的にも珍しい状態にある。しかしながらさも国民皆婚制が太古の昔から続いていたかのような俗論が蔓延しており

本件もその文脈で語られることが多い問題の一つである。歴史人口学によれば晩婚化（非婚化）という概念自体は、近代以前の村社会とそれ以降との比較においての意味しかない。
一方晩婚化は先進国だけでなく途上国でも確認されており、世界的な現象となっている。国連が世界192カ国を対象に、1970年代と1990年代で結婚等がどのように変化したかを調査した報告書によれば、
- 「1970年代と90年代を比べると、世界の平均初婚年齢は2年近く遅くなり」
- 「晩婚化は7割以上の国でみられ、平均初婚年齢は男性が25.4歳から27.2歳に、女性は21.5歳から23.2歳に上昇した。上昇幅は先進国の方が大きいが、途上国でもアルジェリア、スーダン、マレーシアのように3歳以上上昇した国があった」[4]

となっている。
第二次世界大戦以前の社会においては、10代で結婚して所帯を形成することはごく自然な行為であり、全体にも平均初婚年齢は20歳前後に留まる時代が長かった。これは進学率が低かったこと、及び低年齢から社会に出て手に職を付けることが当たり前でありかつ効率的であったことが理由の一つとして挙げられる。特に女子は長い間、進学せずに家事に就くことが当然と見なす社会的圧力に晒されていたため、進学や就職をせず親の縁談で伴侶を見つけて嫁ぐことも多かったので、女子の平均初婚年齢は10代後半で長く推移した。
大戦後、特に先進国において義務教育以上の就学課程（特に大学）への進学率が高くなると、平均初婚年齢は次第に20代へとシフトし始めた。この傾向は、高学歴を必要とする専門知識が求められる職種の増加、学歴重視の雇用者意識、女性の社会参加、看護・福祉のような女性が中心的な労働力を占める職種の社会的地位の向上、女性の経済的な自立と就業意欲の高まりなどを背景として、年々加速した（ただし女性の経済的な自立については異論も多い。次項参照）。

### アメリカ合衆国の状況
既婚男性の満足度は独身男性より高い一方で、女性の場合はその逆となり、さらに独身女性の方が既婚女性よりも長生きをするという調査結果がある。『女は結婚すべきではない』の著者のシンシア・S・スミスは、「現代の男性が結婚すると、家を手に入れ、家の世話をしてくれる家政婦と料理人、陽気な家族を得て、それにもう一人分の収入がプラスされる。だが女性が結婚すると増えるのは下宿人」であると、同性愛者の立場からアメリカの結婚事情が女性に厳しいことを指摘している。

## 日本国内での意識

日本における平均初婚年齢

日本における初婚年齢（年別）

日本における出産時の母親の年齢階級別割合の推移

日本における都道府県別のコホート研究においては、女性の賃金が最大の影響要因であり、女性賃金が高い都道府県では晩婚化の傾向が強いことが示されている。

### 結婚時期
日本では民法上、結婚できる年齢は、2022年（令和4年）に男女ともに18歳と引き上げられた。しかし、日本国内では高校へ進学する人の割合が1学年あたり90%台に達してから既に長く、結婚して所帯を作ろうと考える年齢は、男女ともに18歳を下回ることはほとんど無い。

### 個人主義の浸透
一方、個人主義の観点から、当人にとっても周囲についても、独身でいつづけることに対する社会的な抵抗（俗には「世間体」と呼ばれる）が昔に比べて格段に低くなっている。このため、昭和時代以前は長く独身時代に留まろうとする者を「独身貴族」「行かず後家」と揶揄することがあったが、就労して獲得した時間的・金銭的な余裕をもっと自分個人のために使い充足感を得ようと、より長く独身時代に留まろうとする者も多い。
高学歴化に伴う就労年齢の高年齢化・職場での競争の激化により、晩婚化の傾向には拍車がかかっている。昨今では、男女とも30代になっても独身を続けようと考えることに対する抵抗感は、彼らが前線に出て働いているオフィス街（特に大都市圏）などでは特に、ほとんど見られなくなっている。

### 需給のミスマッチ
また、男女とも、お互いを結婚相手としてみなせない、という意識もある。現在の日本では女性が経済力を付ける一方、子育てのサポートが十分ではないために、女性の多くには子どもを産むと仕事を辞めざるを得ず、男性の収入を当てにする上方婚志向（収入・年齢・学歴・階層の高い者との結婚を希望する）が根強い。実際に、男性の所得が高くなるほど結婚した男性の割合が高くなり、20、30代の正規雇用で働く男性が結婚した割合は非正規社員の男性の約2倍だったとの調査結果もある。
特に30歳代は男性の正規就業者の未婚割合が30.7％であるのに対して、非正規就業者は75.6％となっている。

### 平均初婚年齢
2021年（令和3年）での夫の平均初婚年齢が31.0歳であり、妻の平均初婚年齢が29.5歳である。1970年（昭和45年）では夫の平均初婚年齢が26.9歳、妻の平均初婚年齢は24.2歳であり、相対的には女性の初婚年齢の上昇の方が大きい。
第一子出生時の母親の平均年齢については、日本においては婚外子（非嫡出子）の割合が極めて低いことから、平均初婚年齢の約1年後という計算になる統計が出ており、2021年（令和3年）での第１子出生時の母の平均年齢は30.9歳である。
近年の日本は晩婚化が進んでいると言われているが、他国の平均初婚年齢と比較した場合、2017年度のデータだと男性の場合はスウェーデンが36.6歳であるのに対し日本は31.1歳であるなど欧州の先進国は軒並み日本より晩婚化が進んでおり、アジアでも韓国は日本より平均初婚年齢が高くなっているなど、世界全体で見れば日本は晩婚の部類に入るが先進国の中では特に平均初婚年齢が高い部類ではない。